# Agabus inexspectatus
Agabus inexspectatus är en skalbaggsart som beskrevs av Nilsson 1990. Agabus inexspectatus ingår i släktet Agabus och familjen dykare. Inga underarter finns listade i Catalogue of Life.